# Iglesia de la Santísima Trinidad (Casas Altas)
La iglesia parroquial de la Santísima Trinidad es un templo católico situado en la plaza Serafín Manzano, en el municipio de Casas Altas, comarca del Rincón de Ademuz, provincia de Valencia, (Comunidad Valenciana, España). 
Es Bien de Relevancia Local con identificador número 46.09.087-001.

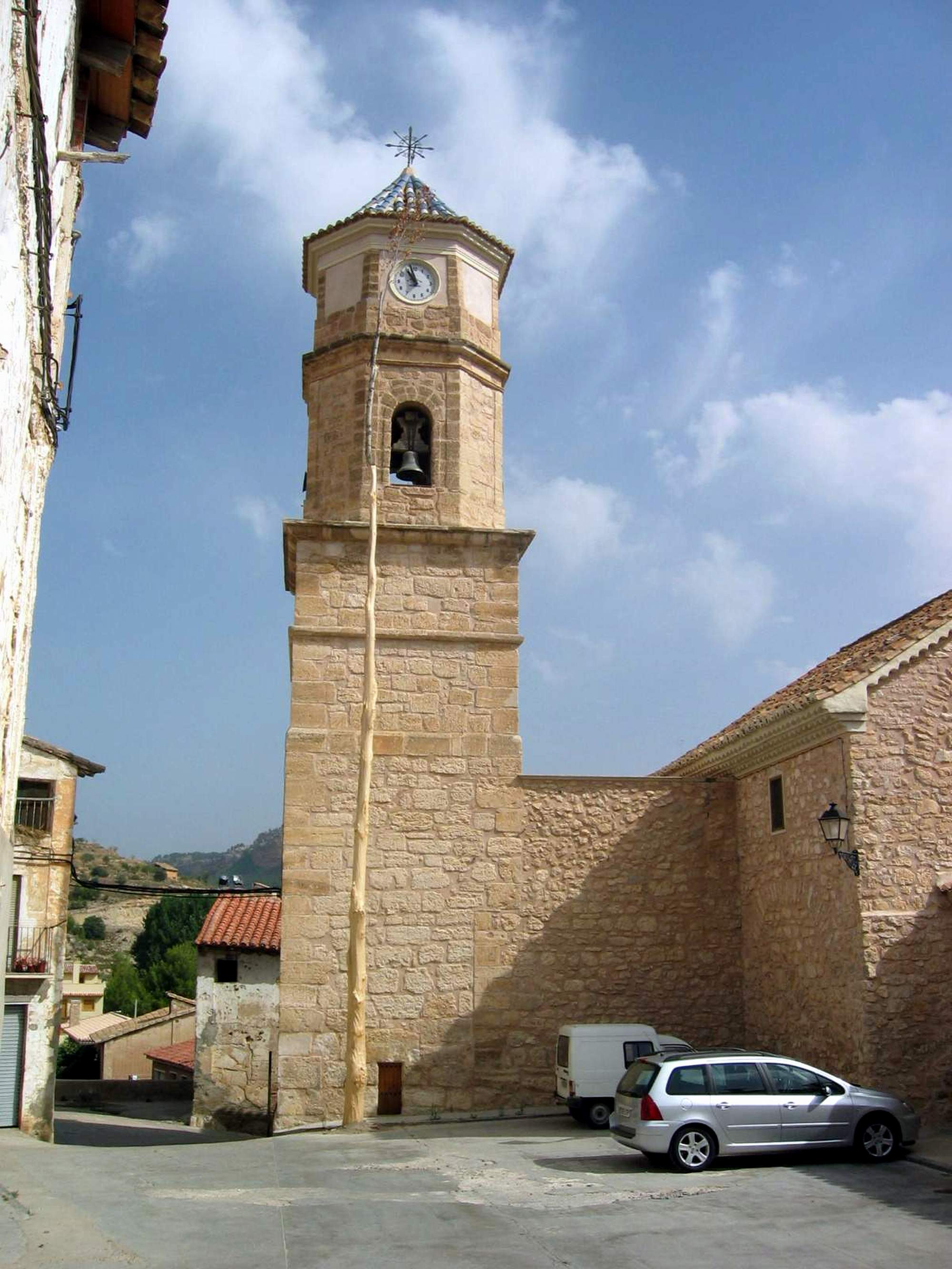
Vista de la torre-campanario de la parroquial de Casas Altas, con detalle del chopo de Pascua plantado (2004)

## Historia
Se edificó en los siglos XVII y XVIII, y es el resultado de la agregación de diferentes partes. Inicialmente fue una pequeña ermita edificada hacia 1615, fecha que figura en la espadaña de la fachada. 
Alcanzó la categoría de parroquia y es vicaría independiente desde el 12 de marzo de 1772. En la primitiva ermita se celebraban antiguamente los enterramientos, inicialmente en el mismo recinto y más tarde en un cementerio anexo a su muro derecho. 
En 1837 y debido a que el edificio resultaba insuficiente para sus funciones, se procedió a ampliarlo añadiéndole en su cabecera otro cuerpo, más alto y dotado de otra espadaña. Medio siglo después se edificó el campanario.
Durante la Revolución española de 1936, el templo fue expoliado, hubo «Destrucción de 8 altares y quema de los mismos, destrucción y quema de doce imágenes, cuatro cuatro de valor, un armario, cruces y candelabros y las ropas de iglesia. Después, sin poderse precisar día la custodia y copones, cálices y demás ornamentos».
El templo fue rehabilitado hacia 1990, siendo cura párroco don Bernabé Pérez Pólo. En 2003 se restauraron las campanas, añadiendo una nueva, recomponiendo los yugos y mecanizando su funcionamiento.

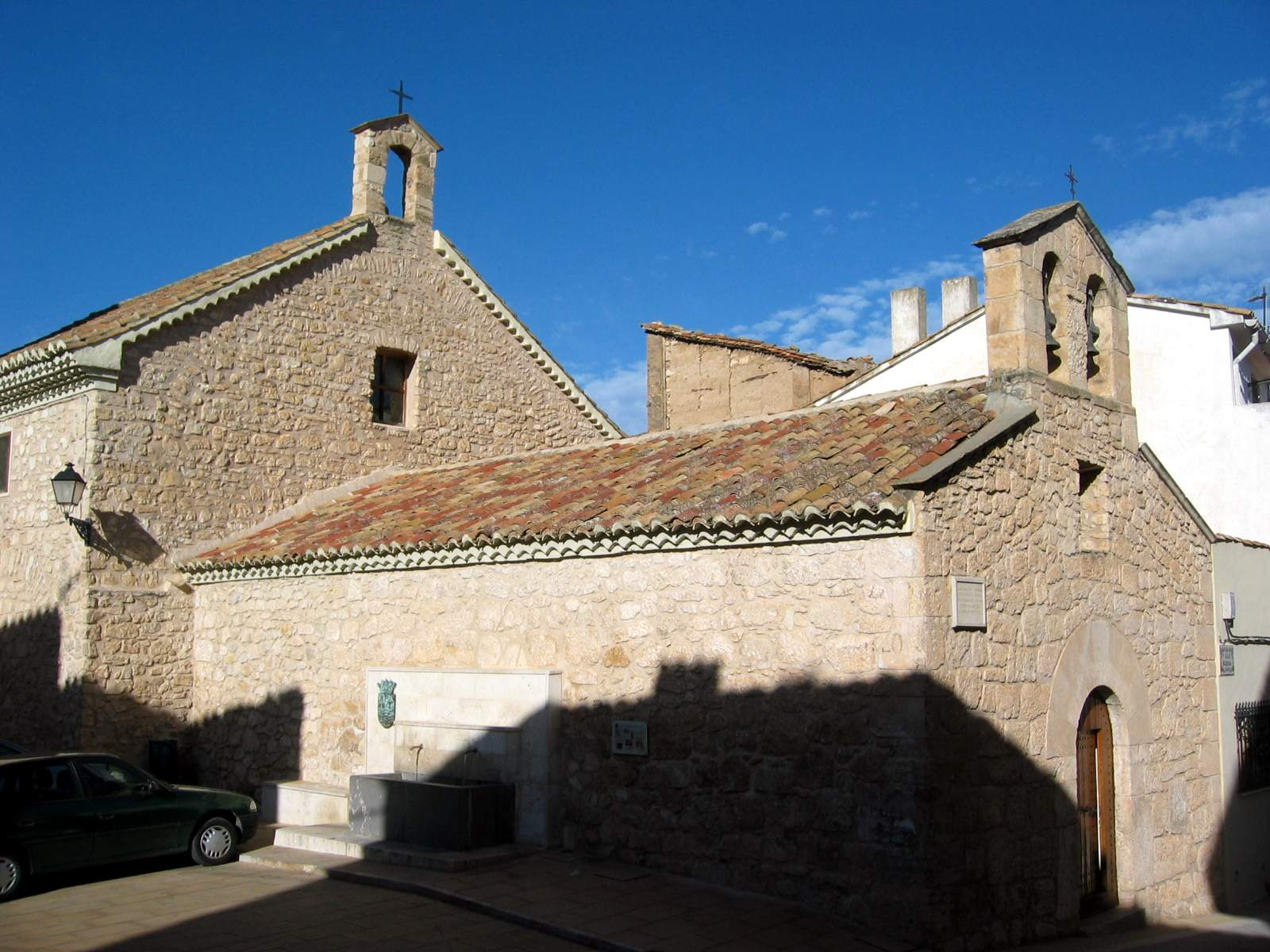
Vista parcial (suroccidental) de la iglesia parroquial de Casas Altas (2013)

## Descripción
El edificio presenta una estructura singular debido a las diversas fases de su construcción. La fachada corresponde con la de la antigua ermita. Está construida en mampostería reforzada con sillares, y en ella se abre la puerta de acceso. Esta puerta se encuentra en una portada compuesta por dos jambas de sillares irregulares y un arco de medio punto. Sobre la puerta hay una ventana rectangular y el frontón queda rematado por una espadaña con dos claros que albergan sendas campanas. La espadaña acaba en un tejadillo a dos aguas. En un bloque de piedra de esta espadaña figura la fecha 1615, así como la cruz del obispado de Segorbe, al que pertenecieron primero la ermita y después la parroquia, hasta el 11 de julio de 1960, en que pasó a depender de Valencia.
Tras la fachada se encuentra el cuerpo correspondiente a la antigua ermita. Está cubierto por un tejado a dos aguas. Su interior sigue el modelo de las iglesias medievales, con una sola nave con cubierta de madera a dos aguas, apoyada en arcos diafragmáticos y con el coro a los pies.

EL cuerpo añadido en 1837 a la cabecera de la ermita es rectangular y de mayor tamaño y casi el doble de altura que el templo primitivo. Tiene tejado independiente y el hastial del muro que separa la diferencia de alturas se remata con otra espadaña, esta de un solo hueco. El interior de esta parte del edificio corresponde con el presbiterio, que de estilo neoclásico y cubierto con bóveda de cañón con lunetos.
La torre campanario de dos cuerpos, cubierta por tejadillo octogonal de teja vidriada, situada en el costado izquierdo. En el segundo de los cuerpos se encuentran los huecos de medio punto para las campanas. Se construyó a finales del siglo XIX y está adosada a la cabecera por el lado del Evangelio. Se comunica con el templo por un recinto intermedio que sirve de sacristía.

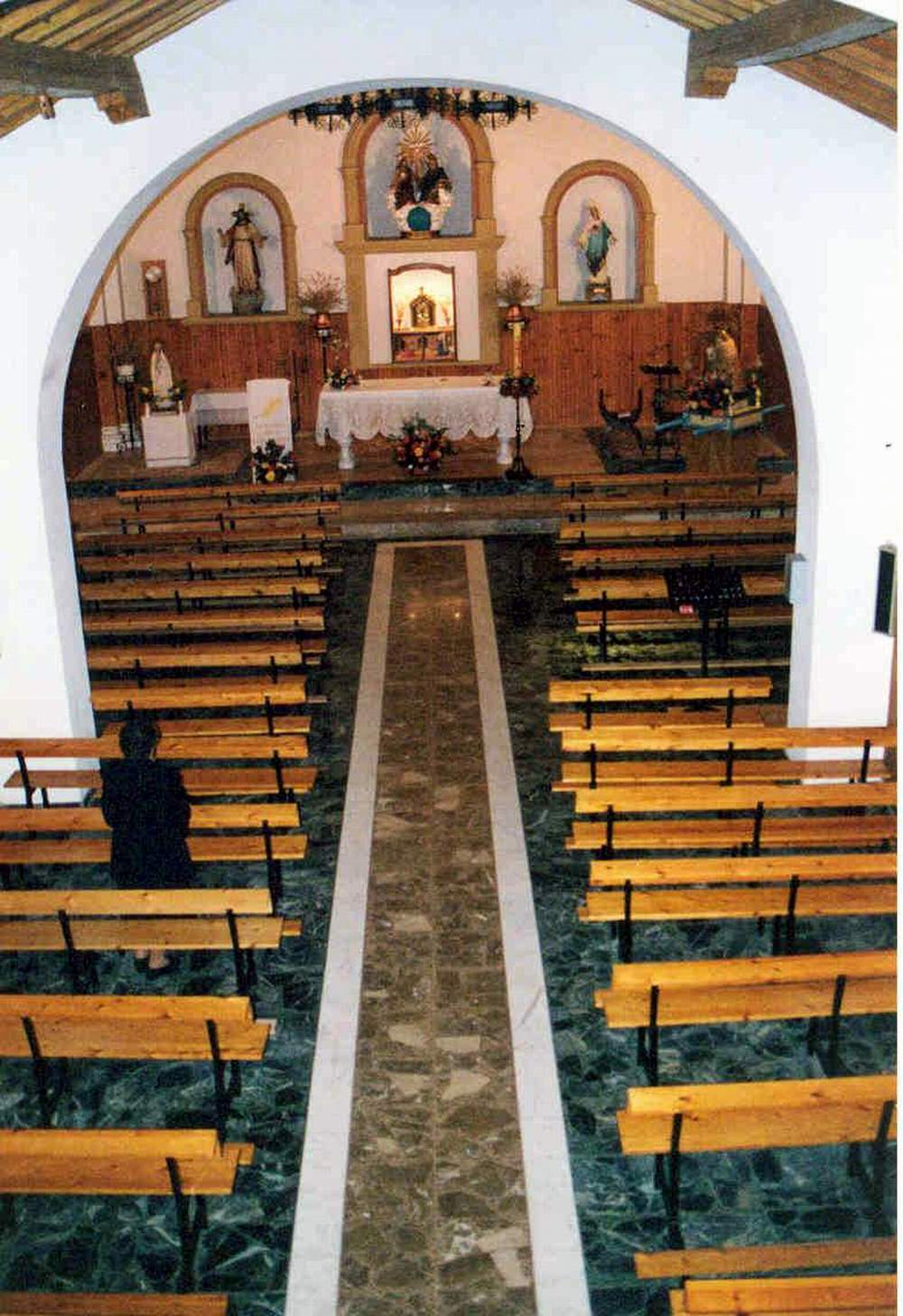
Vista parcial de la iglesia parroquial de Casas Altas, desde el coro (2006)